# Karin Reichert-Frisch
Karin Reichert-Frisch (* 17. Januar 1941 in Stuttgart als Karin Frisch) ist eine ehemalige deutsche Leichtathletin und Olympiateilnehmerin, die in den 1960er Jahren – für die Bundesrepublik startend – im 100-Meter-Lauf und im 80-Meter-Hürdenlauf erfolgreich war.
Höhepunkt ihrer Karriere waren die Europameisterschaften 1966 in Budapest, bei der sie drei Medaillen gewann (unter ihrem Geburtsnamen Karin Frisch):
- Silber im 100-Meter-Lauf (11,8 s)
- Silber im 80-Meter-Hürdenlauf (10,7 s)
- Bronze mit der 4-mal-100-Meter-Staffel (44,5 s, zusammen mit Renate Meyer, Hannelore Trabert und Jutta Stöck).

Für diesen Erfolg wurde sie 1966 in der Bundesrepublik zur Sportlerin des Jahres gewählt (bei Punktgleichstand gemeinsam mit Helga Hoffmann). Sie startete auch bei den Olympischen Spielen 1964 in Tokio und 1968 in Mexiko-Stadt, jedoch ohne Medaillenerfolg. Reichert startete für die Stuttgarter Kickers, ab 1966 für 1. FV Salamander Kornwestheim. In ihrer aktiven Zeit war sie 1,72 m groß und wog 55 kg.
Für ihre sportlichen Leistungen wurde sie am 10. Mai 1967 unter dem Namen Karin Frisch mit dem Silbernen Lorbeerblatt ausgezeichnet.
Seit 1968 ist sie verheiratet mit Hans Ulrich Reichert und hat eine Tochter, Lucinde Hutzenlaub, und vier Enkel.